# Ганюкова, Ангелина Сергеевна
Ангелина Сергеевна Ганюкова (род. 6 апреля 2001 года) — российский боксёр. Серебряный призёр чемпионата России (2023 года, бронзовый призёр чемпионата России 2022 года. Мастер спорта Российской Федерации.

## Карьера
Ангелина родилась 6 апреля 2001 года в станице Отрадная Отрадненского района Краснодарского края. В боксе с 13-ти лет. Воспитанница тренера-преподавателя спортивной школы «Дружба» Камо Степановича Аветисова.
В 2022 году на чемпионат России в Краснодаре завоевала бронзовую медаль в весовой категории до 66 кг.
В 2023 году в Уфе на чемпионате России по боксу стала серебряной призёркой в категории до 66 кг. В финале уступила спортсменке из Башкирии Азалии Аминевой.
Студентка Национального государственного университета физической культуры, спорта и здоровья имени П. Ф. Лесгафта города Санкт-Петербурга.
Приказом министра спорта РФ № 112-нг от 26 апреля 2024 года Ангелине присвоено спортивное звание Мастер спорта России.

## Достижения
- Серебряный призёр чемпионата России 2023 года;
- Бронзовый призёр чемпионата России 2022 года.